# 托尼·貝茨
東尼·J·貝茨（Anthony J. Bates，1967 年 4 月 29 日出生）是一位英國出生的商界領袖。貝茨是Social Capital成長公司的前執行長。此前，他曾擔任多個基於技術的業務職位，包括GoPro前總裁、和微軟前負責業務開發、策略和宣傳的執行副總裁以及Skype前執行長。
貝茨是一名大學輟學生，他的職業生涯始於網路運作和網路基礎設施。過去，他曾在YouTube、TokBox、BubbleMotion、LoveFilm、SiriusXM、GoPro和eBay的董事會任職。自 2023 年 7 月起，他擔任VMware董事會成員。在思科收購科學亞特蘭大機上盒業務後，他首先將自己的經驗應用於大規模消費產品和服務，隨後擔任Skype Technologies執行長。他發表了多篇IETF RFC 並擁有多項專利。 2019 年 5 月 6 日，貝茨被任命為 Genesys 執行長。